# Chorivalva
Chorivalva is een geslacht van vlinders van de familie tastermotten (Gelechiidae).

## Soorten
- C. bisaccula Omelko, 1988
- C. grandialata Omelko, 1988
- C. unisaccula Omelko, 1988